# Condado de Humboldt (Iowa)
O Condado de Humboldt é um dos 99 condados do estado estado-unidense de Iowa. A sede do condado é Dakota City, que é também a sua maior cidade. O condado tem uma área de 1381 km² (dos quais 4 km² estão cobertos por água), uma população de 10 381 habitantes, e uma densidade populacional de 9 hab/km² (segundo o censo nacional de 2000). O condado foi fundado em 1846 e recebeu o seu nome em honra de Alexander von Humboldt, explorador e naturalista alemão, irmão de Wilhelm von Humboldt.